# Muzeum Biograficzne Stanisława Klimowskiego
Muzeum Biograficzne Stanisława Klimowskiego – prywatne muzeum w Nowym Wiśniczu, założone przez Jana i Jadwigę Klimowskich w domu rodzinnym Stanisława Klimowskiego – artysty malarza i rzeźbiarza. Muzeum działało w latach 1992–2010.

## Historia
Muzeum zostało otwarte 17 lipca 1992 roku w domu rodzinnym Stanisława Klimowskiego przy ul. Zamkowej 2 w Nowym Wiśniczu.  Z okazji otwarcia na ścianie frontowej została umieszczona pamiątkowa tablica przedstawiającego zmarłego malarza wykonana przez Czesława Dźwigaja.  Napisano na niej  m.in. „Wiśniczanin z wyboru. Ukochał tę ziemię opiewając w swej twórczości jej piękno". Tablica wykonana w brązie została przekazana do Muzeum Ziemi Wiśnickiej.
Muzeum założyli Jan i Jadwiga Klimowscy – syn i synowa artysty przy pomocy wdowy po malarzu Bogusławy Iskierskiej-Klimowskiej i Gminnego Ośrodka Kultury. Klimowscy w 1992 roku otrzymali statuetką Uskrzydlony – nagrodę przyznawaną od roku 1988 przez dyrektora Wojewódzkiego Ośrodka Kultury w Tarnowie.

### Działalność Muzeum
W 2003 roku w muzeum została otwarta wystawa prezentująca twórczość sakralną artysty. Pokazano na niej 20 obrazów o treści religijnej m.in. „Pokłon Trzech Króli", na którym artysta sportretował znane osoby z przedwojennego Krakowa, m.in. profesorów Axentowicza i Laszczkę oraz „Pietà", ofiarowana parafii w Nowym Wiśniczu jako wotum za szczęśliwe przetrwanie II wojny światowej. Na otwarcie wystawy przyjechał Czesław Dźwigaj, uczeń Stanisława Klimkowskiego.
W 2004 roku w muzeum była prezentowana wystawa „K & 4K" („Klimowski i czworo Klimowskich").

### Zamknięcie w 2010 roku
W październiku 2010 roku Jadwiga Klimowska podarowała zbiory, wcześniej wypożyczone, Muzeum Ziemi Wiśnickiej. Powodem był zły stan zdrowia synowej artysty. Wśród przekazanych 25 obiektów muzealnych znajdowały się głównie obrazy, ale przekazano również meble używane przez artystę. Są one eksponowane w Muzeum Ziemi Wiśnickiej w Sali Stanisława Klimowskiego.
Jan Klimowski zmarł w kwietniu 2003 roku, a Jadwiga Klimowska we wrześniu 2017 roku w Nowym Wiśniczu.